# Lille Mølle
Lille Mølle er den eneste bevarede af de gamle voldmøller på Christianshavns vold, beliggende mellem Torvegade og Bådsmandsstræde i den del af Københavns befæstning, der kaldtes Løvens bastion. Af den samlede befæstnings ca. 25 møller er der er kun to møller bevaret, Kastelsmøllen og Lille Mølle.

## Historie
Lille Mølle er en hollandsk vindmølle opført i 1783, hvor den afløste en stubmølle fra 1669. Samme år opførtes et hus til mølleren, og i 1832 udvidedes komplekset med en stor dampmøllebygning i 4 etager, der sammen med vindmøllen har fungeret som kornmølle og været med til at forsyne københavnerne med mel.
I 1897 blev møllens overbygning taget ned, og flyttet til Nordsjælland. Dampmøllen stoppede endeligt i 1909. I 1916 blev Lille Mølle købt af en ung ingeniør, Ejnar Flach-Bundegaard, som indrettede komplekset til fabrik og bolig til sig selv og sin hustru Johanne. Ægteparret indrettede deres hjem i vindmøllestubben med de ottekantede vægge, mens ingeniørens fabrik DIAF – Dansk Instrument og Apparatfabrik – fik lokaler i dampmøllen og i et nu nedrevet pakhus på den anden side af Christanshavns Voldgade.
Ejnar Flach-Bundegaard døde i 1949 og hans enke i 1974. Kort før sin død skænkede hun Lille Mølle til Nationalmuseet.

## Indretning af museet
Lille Mølle er ikke et typisk hjem fra tiden, for det er rammerne lidt for særprægede til. Der er dog mange typiske træk, både hvad møbler og andet indbo angår. Frem for alt er der meget af alting, både stuer, møbler og de mange små ting, som er med til at gøre et hjem til noget særligt og meget personligt. Boligen er indrettet i en både nationalromantisk og lidt tilfældig stil og visse steder også med germanske stiltræk. 
Ægteparret Flach-Bundegaards hjerter glødede for konge og fædreland. Især spillede Sønderjylland en stor rolle for dem, hvilket måske ikke er så mærkeligt, da ægteparret indrettede sig i de år, da dele af Sønderjylland den igen blev dansk. Også Norden betød meget for dem.

## Lukning af museet
Nationalmuseet lukkede og afhændede udstillingsstedet Lille Mølle i 2016.

## Galleri
- Christianshavn med Lille Mølle 1754 (G.A. Cesari)
- Lille Mølle 1845 (H.G.F. Holm)
- Lille Mølle 1932, ukendt maler